# FCMR
FCMR‏ (Fc fragment of IgM receptor) هوَ بروتين يُشَفر بواسطة جين FCMR في الإنسان.